# Rezoluce Valného shromáždění OSN č. 3379
Rezoluce Valného shromáždění OSN č. 3379, kterou Valné shromáždění OSN schválilo 10. listopadu 1975, označila sionismus jako „formu rasismu a rasové diskriminace.“ Rezoluci navrhlo 25 většinou arabských států a byla schválena 72 hlasy. Proti hlasovalo 35 států a 32 se hlasování zdrželo. Tato rezoluce byla 16. prosince 1991 revokována rezolucí č. 46/86 a v historii OSN se jednalo o jedinou revokovanou rezoluci. Revokací této rezoluce Izrael podmínil v roce 1991 svou účast na Madridské mírové konferenci.

## Hlasování

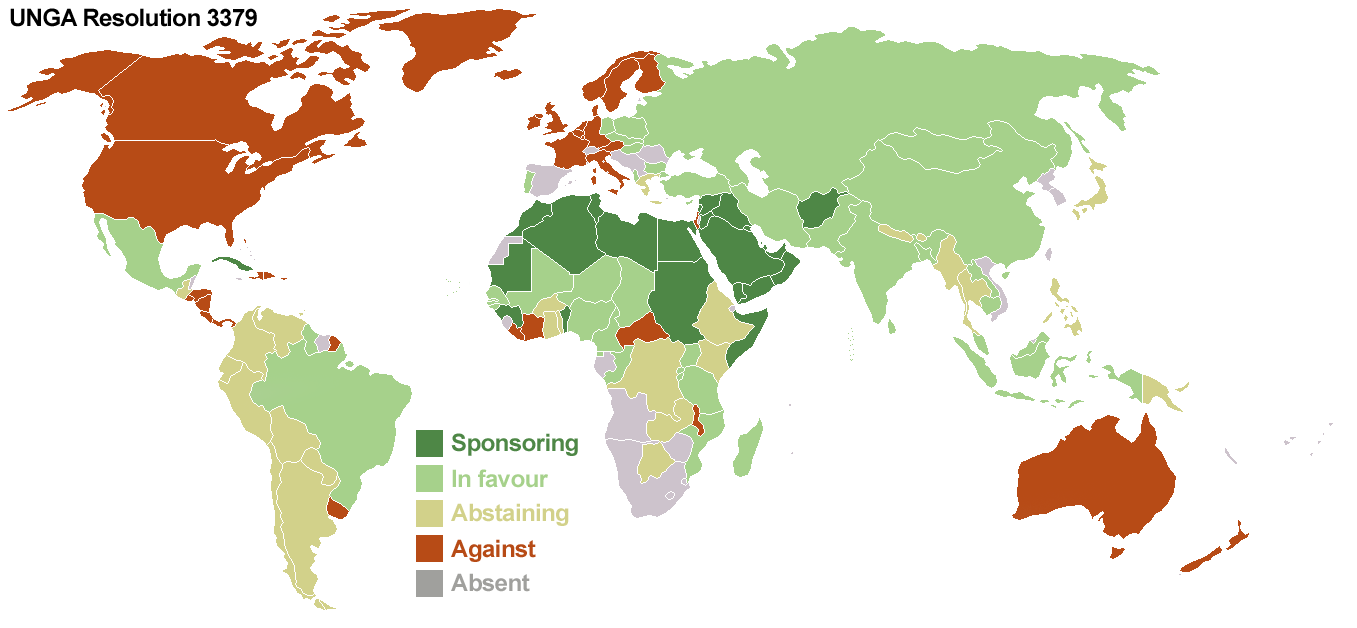
Mapa světa podle hlasování

Státy, které rezoluci navrhly: (25) Afghánistán, Alžírsko, Bahrajn, Dahome, Egypt, Guinea, Irák, Jižní Jemen, Jordánsko, Katar, Kuba, Kuvajt, Libanon, Libyjská arabská republika, Mauritánie, Maroko, Omán, Saúdská Arábie, Severní Jemen, Somálsko, Spojené arabské emiráty, Súdán, Syrská arabská republika a Tunisko.
Státy, které hlasovaly pro: (72) Kromě výše zmíněných 25 států, které rezoluci navrhly ještě delších 47 států: Albánie, Bangladéš, Brazílie, Bulharsko, Burundi, Běloruská sovětská socialistická republika, Čad, Československo, Čínská lidová republika, Gambie, Grenada, Guinea-Bissau, Guyana, Indie, Indonésie, Írán, Kambodža (oficiálně známá jako Demokratická Kampučia), Kamerun, Kapverdy, Kongo, Kypr, Laos, Madagaskar, Maďarsko, Malajsie, Maledivy, Mali, Malta, Mexiko, Mongolsko, Mosambik, Německá demokratická republika, Niger, Nigérie, Pákistán, Polsko, Portugalsko, Rovníková Guinea, Rwanda, Senegal, Sovětský svaz, Svatý Tomáš a Princův ostrov, Srí Lanka, Tanzanie, Turecko, Uganda a Ukrajinská sovětská socialistická republika.
Státy, které hlasovaly proti: (35) Austrálie, Bahamy, Barbados, Belgie], Dánsko, Dominikánská republika, Fidži, Finsko, Francie, Haiti, Honduras, Irsko, Island, Itálie, Izrael, Kanada, Kostarika, Libérie, Lucembursko, Malawi, Nikaragua, Nizozemsko, Nový Zéland, Norsko, Panama, Pobřeží slonoviny, Rakousko, Salvador, Spojené království, Spojené státy americké, Spolková republika Německo, Středoafrická republika, Svazijsko , Švédsko a Uruguay.
Státy, které se zdržely hlasování: (32) Argentina, Bhútán, Bolívie, Botswana, Barma, Chile, Ekvádor, Etiopie, Filipíny, Gabon, Ghana, Guatemala, Horní Volta, Jamajka, Japonsko, Keňa, Kolumbie, Lesotho, Mauricius, Nepál, Papua Nová Guinea, Paraguay, Peru, Řecko, Sierra Leone, Singapur, Thajsko, Togo, Trinidad a Tobago, Venezuela, Zair a Zambie.

## Výroky
| „                                       | Spojené státy se nepodrobí, nesmíří s tímto odporným aktem. Do světa bylo vypuštěno veliké zlo. Odpornosti antisemitismu se dostalo zdání mezinárodního schválení. To není útok na sionismus, ale na Izrael jako takový, je to obecný útok většiny států na zásady liberální demokracie, kterou lze nyní najít jen ve zmenšujícím se počtu států. | “ |
| — Daniel Moynihan, zástupce USA při OSN | |   |

| „                                            | Duch Spojených národů byl vystaven nebezpečí přijetím rezoluce, hloupě a nesmyslně protlačené ke hlasování extremisty, kteří si neuvědomují, kdy zašli příliš daleko. Obávám se, aby se zlověstné důsledky tohoto hlasování neprojevily příliš rychle. | “ |
| — Gaston Thorn, předseda Valného shromáždění | |   |

| „                                         | Pro nás, židovský národ, toto usnesení na základě nenávisti, lži a arogance, postrádá jakoukoliv morální či právní hodnotu. | “ |
| — Chajim Herzog, zástupce Izraele při OSN | |   |